# شهرستان شیتای
شهرستان شیتای (به لاتین: Shitai County) یک شهرستان‌های جمهوری خلق چین در چین است که در چیجوا واقع شده‌است.